# Ragbi klub Zagreb
Il Ragbi Klub Zagreb ("Associazione rugbistica Zagabria"; abbreviato in R.K. Zagreb) è una società di rugby di Zagabria fondata il 16 febbraio 1964.

## Storia
La fondazione del terzo club di rugby a Zagabria, dopo il HARK Mladost e il "Trešnjevka", ha luogo nel 1955 con la fusione tra più società e dà vita al Ragbi klub Zagabria. Nel 1957 il primo allenatore si trasferisce in Canada e molti giocatori lasciano l'attività sportiva a causa dell'impegno militare, cosicché il club si sciolse definitivamente. 
Il Ragbi klub Zagabria è stato rifondato grazie a Živko Skroz e Branimir Alaupović, la data di fondazione risale al 16 febbraio 1964.
Il RK Zagabria il 25 maggio 1974 vinse per la prima volta una coppa nazionale battendo la squadra spalatina Nada a Tenin, da quel momento fino agli inizi degli anni 80' il club macinò una lunghissima serie di vittorie sembrando imbattibile, conquistò in tutto 6 titoli jugoslavi e 3 Coppe di Jugoslavia.
Nella seconda metà degli anni 80' calò il rendimento della squadra. La maggior parte della vecchia guardia abbandonò il club, e squadre come il RK Čelik (fondata dal ex giocatore del RK Zagabria Suvad Kapetanović) e il RK Nada acquisiscono forma.
Nel 1995 vinse la Coppa di Croazia vincendo in finale contro il Jadran HRM 29 a 12.
Ne vinse altre 2 (2002 e 2003) battendo entrambe le volte la rivale HARK Mladost.
Nel 2006 vinse l'Interliga Rugby. Nel 2013 nella RRC battendo il Mladost si qualifica in finale dove perde per 57 a 0 contro il Nada che si dimostra nettamente superiore.

## Palmarès

### Trofei nazionali
- Campionati croati: 2
1993-94, 2000-01
- Coppe di Croazia: 3
1995, 2002, 2003
- Campionati jugoslavi: 6
1975, 1976, 1977, 1978, 1980, 1981
- Coppe di Jugoslavia: 3
1974, 1980, 1981

### Trofei internazionali
- Interliga Rugby: 1
2006